# Golf van Batabanó
De Golf van Batabanó is een ondiepe baai in het zuidwesten van Cuba. Het ligt tussen het hoofdeiland Cuba en Isla de la Juventud.
De golf wordt in het noorden begrensd door de zuidkust van de provincies, van west naar oost, Pinar del Rio, Artemisa, Mayabeque en Matanzas en eindigt bij het Zapata schiereiland. Deze kust heeft een lengte van zo'n 130 kilometer. De golf strekt zich ongeveer 80 kilometer zuidwaarts uit tot aan het Isla de la Juventud. Dit is het grootste eiland van de Canarreos-archipel (los Archipiélago de los Canarreos) die van oost naar west strekt.
De golf is ondiep, het gemiddelde ligt op zes à zeven meter en het diepste punt ligt 61 meter onder de zeespiegel. Er liggen ongeveer 350 kleine eilanden waarvan de Isla de la Juventud met een oppervlak van 2200 km² veruit de grootste is. De golf is een belangrijk gebied voor de visserij en sponsvissen.